# Taiwan op de Olympische Winterspelen 1972
Tijdens de Olympische Winterspelen van 1972, die in Sapporo (Japan) werden gehouden, nam Taiwan voor de eerste keer deel.

## Deelnemers en resultaten

### Alpineskiën
| Olympiër        | Discipline       | Resultaat | Prestatie                          |
| --------------- | ---------------- | --------- | ---------------------------------- |
| Chen Yun-Ming   | reuzenslalom (m) | dq        | diskwalificatie                    |
| Chen Yun-Ming   | slalom (m)       | 34e       | 2.53,47 (+1.04,20) 1.27,98+1.25,49 |
| Chia Kuo-Liang  | reuzenslalom (m) | dq        | diskwalificatie                    |
| Chia Kuo-Liang  | slalom (m)       | 37e       | 3.07,73 (+1.18,46) 1.35,23+1.32,50 |
| Hwang Wei-Chung | reuzenslalom (m) | 48e       | 4.40,87 (+1.31,25) 2.11,29+2.29,58 |
| Hwang Wei-Chung | slalom (m)       | 36e       | 3.04,94 (+1.15,67) 1.33,43+1.31,51 |
| Wang Cheng-Che  | reuzenslalom (m) | 47e       | 4.35,63 (+1.26,01) 2.15,80+2.19,83 |
| Wang Cheng-Che  | slalom (m)       | 35e       | 3.00,98 (+1.11,71) 1.31,57+1.29,41 |

### Langlaufen
| Olympiër        | Discipline | Resultaat | Prestatie              |
| --------------- | ---------- | --------- | ---------------------- |
| Liang Reng-Guey | 15 km (m)  | 62e       | 1:03.35,66 (+18.07,42) |

Argentinië · Australië · België · Bondsrepubliek Duitsland · Bulgarije · Canada · Duitse Democratische Republiek · Filipijnen · Finland · Frankrijk · Griekenland · Groot-Brittannië · Hongarije · Iran · Italië · Japan · Joegoslavië · Libanon · Liechtenstein · Mongolië · Nederland · Nieuw-Zeeland · Noord-Korea · Noorwegen · Oostenrijk · Polen · Roemenië · Sovjet-Unie · Spanje · Taiwan · Tsjecho-Slowakije · Verenigde Staten · Zuid-Korea · Zweden · Zwitserland